# Euploea vitrina
Euploea vitrina är en fjärilsart som beskrevs av Hans Fruhstorfer 1898. Euploea vitrina ingår i släktet Euploea och familjen praktfjärilar. Inga underarter finns listade i Catalogue of Life.